# Ринкевич, Эдгар
Эдгар Ринкевич (латыш. Edgars Rinkēvičs; род. 21 сентября 1973, Юрмала, Латвийская ССР) — латвийский государственный и политический деятель, президент Латвии с 2023 года. Ранее занимал пост министра иностранных дел Латвии с 2011 по 2023 год, главы канцелярии президента Латвии, государственного секретаря Министерства обороны, избирался депутатом 12-го и 13-го Сейма Латвии.
Ранее представлял «Латвийский путь» и «Партию реформ», с мая 2014 года является членом партии «Единство».

## Образование
В 1991 году окончил среднюю школу № 4 в Юрмале.
В 1991—1995 годах обучался на факультете истории и философии Латвийского университета, бакалавр истории.
В 1994—1995 годах обучался в Университете Гронингена (Нидерланды), курс политических наук и международных отношений.
В 1995—1997 годах обучался в Латвийском университете, магистр политических наук.
В 1999—2000 годах обучался в Университете национальной обороны США, магистр наук в области стратегии национальных ресурсов государства.
Кроме латышского языка, владеет английским, русским и французским языками.

## Карьера
В 1993—1994 годах — журналист латвийского радио. Обозреватель по вопросам внешней политики и международных отношений.
В 1995—1996 годах — старший референт Политического департамента Министерства обороны Латвийской Республики, а с марта по сентябрь 1996 года — директор этого департамента.
С сентября 1996 по май 1997 года — заместитель Государственного секретаря Министерства обороны Латвийской Республики по вопросам оборонной политики. С мая по август 1997 года был исполняющим обязанности Государственного секретаря Министерства обороны Латвийской Республики, а с августа 1997 по октябрь 2008 года был Государственным секретарём Министерства обороны Латвийской Республики.
В 2002—2003 годах — заместитель главы делегации Латвии на переговорах по вступлению в НАТО, а в 2005—2007 годах — заведующий Бюро по организации совещания глав государств стран-членов НАТО.
С октября 2008 по октябрь 2011 года — заведующий канцелярией Президента Латвийской Республики. В этом качестве участвовал в организации первого официального визита президента ЛР В. Затлерса в Москву.
С 25 октября 2011 года — министр иностранных дел Латвийской Республики. После распада Партии реформ перешёл в «Единство», оставаясь на посту.
В 2014 году выдвинут и избран депутатом 12-го Сейма Латвии.
Член Совета Фонда интеграции и вице-президент Латвийской Национальной комиссии по делам ЮНЕСКО.
Предвыборную кампанию 2018 года Ринкевич провёл под лозунгом «Вопреки Кремлю Латвия есть и будет удавшимся государством», что вызвало у сограждан неоднозначную реакцию. Официальный представитель МИД России Мария Захарова прокомментировала это так: «Кремль-то хотел, чтобы Латвия стала благополучным государством. Но если хотят быть только состоявшимся — ради Бога».
24 мая 2021 года, во время ЧМ по хоккею в Риге, участвовал с председателем Рижской думы Мартиньшем Стакисом в снятии государственного флага Республики Беларусь и его замене на бело-красно-белый, за что Генеральным прокурором Республики Беларусь было возбуждено уголовное дело по 130-й статье УК РБ. 7 июня 2021 года Посольство РБ в Латвии приостановило свою работу и выполнение консульских функций.
31 мая 2023 года избран президентом Латвийской Республики, получив в третьем туре голосования депутатов Сейма Латвии 52 депутатских голоса (при необходимом для избрания 51); Ринкевич стал вторым в истории открытым геем во главе государства (после руководившего Сан-Марино в 2022 году Паоло Ронделли). Вступил в должность 8 июля 2023 года.

## Личная жизнь
6 ноября 2014 года совершил каминг-аут и стал первым политиком в истории Латвии, открыто признавшим свою гомосексуальную ориентацию. После его признания многие политические и общественные деятели высказались по этой теме — в частности, твиты с поддержкой Ринкевича опубликовали политики Илзе Винькеле, Алексей Лоскутов, Нил Ушаков, Сандра Калниете, откликнулись также зарубежные политики — президент Эстонии Тоомас Хендрик Ильвес, министры иностранных дел Швеции Карл Бильдт и Литвы Линас Линкявичус; с серией негативных комментариев выступили представители национал-консервативной партии Национальное объединение. Журналист Карлис Стрейпс высоко оценил этот шаг политика в контексте высокого уровня гомофобии в Латвии.

## Награды
Награды Латвии
- ордена Трёх звёзд I степени на цепи (8 июля 2023 года) (как президент Латвии)
- Великий офицер ордена Трёх звёзд (27 апреля 2007 года)
- Командор Большого креста орден Виестура (17 ноября 2004 года)
- Крест Признания I степени (8 июля 2023 года)
- Памятная медаль Министерства обороны Латвийской Республики «За содействие членству Латвии в НАТО» (19 марта 2004 года)
- Знак почёта Министра обороны Латвийской Республики «За вклад в развитие Вооружённых сил» (2000 год)

Награды других государств
- Орден Креста земли Марии I класса (2 апреля 2019 года, Эстония)[16]
- Орден Креста земли Марии II класса (2 апреля 2009 года, Эстония)[17]
- Орден Креста земли Марии III класса (5 декабря 2005 года, Эстония)[18]
- Крест Заслуг Войск обороны Эстонской Республики (2005 год, Эстония)
- Крест «За заслуги» (2021 год, Министерство иностранных дел Эстонии)[19]
- Орден Белого орла (2025 год, Польша)[20]
- Командор Ордена Заслуг перед Республикой Польша (2005 год, Польша)
- Большой крест ордена «За заслуги перед Федеративной Республикой Германия» (22 февраля 2019 года, Германия)
- Большой крест ордена «За заслуги перед Итальянской Республикой» (14 января 2019 года, Италия)[21]
- Великий офицер ордена «За заслуги перед Итальянской Республикой» (27 июня 2005 года, Италия)[22]
- Великий офицер ордена Оранских-Нассау (11 июня 2018 года, Нидерланды)
- Кавалер ордена Оранских-Нассау (2005 год, Нидерланды)
- Великий офицер ордена Дубовой короны (2023 год, Люксембург)[23]
- Большой крест ордена Спасителя (2024 год, Греция)[23]
- Компаньон Почёта Национального ордена Заслуг (2024 год, Мальта)[23]
- Командор I класса ордена Льва Финляндии (2013 год, Финляндия)
- Большой крест ордена Заслуг (18 марта 2015 года, Норвегия)[24]
- Орден «За заслуги» І степени (23 августа 2022 года, Украина) — за значительные личные заслуги в укреплении межгосударственного сотрудничества, поддержку государственного суверенитета и территориальной целостности Украины, весомый вклад в популяризацию Украинского государства в мире[25].
- Орден «За заслуги» II степени (10 июля 2009 года, Украина) — за весомый личный вклад в развитие украинско-латвийского сотрудничества[26]
- Награда НАТО «За заслуги» (2007 год)
- Медаль Балтийской ассамблеи (10 ноября 2017 года)[27]